# Ring of Fire – Flammendes Inferno
Ring of Fire – Flammendes Inferno (Originaltitel: Ring of Fire) ist ein US-amerikanischer Katastrophen-Fernsehzweiteiler aus dem Jahr 2012.

## Handlung
Oliver Booth ist der Geschäftsführer des Öl-Konzern Trans Nova. Dieser hat eine neuartige Bohrtechnik entwickelt, mit dessen Einsatz es möglich ist, Erdöl aus bisher unerreichten Tiefen zu fördern. Allerdings ist die Umweltverträglichkeit seines Vorhabens in der Öffentlichkeit umstritten. Daher engagiert er den Wissenschaftler Dr. Matthew Cooper, um mit seinem wissenschaftlichen Rat die örtlichen Behörden zu beruhigen.
Während der Bohrarbeiten merken jedoch Dr. Cooper und Booths Tochter Emily, dass Trans Nova bei der Bohrung nach Erdöl auf eine gigantische Magmakammer gestoßen ist. Eine Kettenreaktion entlang des pazifischen Feuerrings droht, alles menschliche Leben auszulöschen.

## Hintergrund
Drehorte waren Chilliwack und Vancouver im kanadischen British Columbia. 

## Kritik
„Fernseh-Zweiteiler, der neben billig produzierten Spektakelsequenzen vor allem der ausufernden Entwicklung der Geschichte viel Zeit einräumt.“

„Im Zweiteiler köcheln erst menschelnde Schicksale überlange, ehe öde Explosionen sowie dümmliche Szenen und ebensolche Dialoge verbrannte Erde hinterlassen. Fazit: Brennt sich als deppertes Desaster ein.“